# Austroeremulus glabrus
Austroeremulus glabrus är en kvalsterart som beskrevs av Sandór Mahunka 1985. Austroeremulus glabrus ingår i släktet Austroeremulus och familjen Eremulidae. Inga underarter finns listade.